# Nephila komaci
Nephila komaci è una specie di ragno della famiglia Araneidae, trovata e descritta per la prima volta nel 2009 dai ricercatori e naturalisti Matjaž Kuntner e Jonathan A. Coddington.

## Descrizione
Le femmine di questa specie sono i più grandi ragni appartenenti alla famiglia Araneidae, ed i più grandi ragni tessitori in assoluto: 10-12 centimetri il loro diametro, mentre i maschi sono grandi un quarto delle femmine. Nephila komaci è in grado di produrre ragnatele di oltre un metro di diametro, che tuttavia non sono le più grandi in assoluto, primato che spetta a quelle di Caerostris darwini (ragno tessitore di Darwin).
Esemplari di questa specie sono rari, e sono stati rinvenuti in Sudafrica (nella zona del Maputaland) e Madagascar. La specie non risulta pericolosa per l'uomo.